# Owczarnia (Kętrzyn)
Owczarnia (deutsch Schäferei) ist ein Ort in der polnischen Woiwodschaft Ermland-Masuren. Er gehört zur Gmina Kętrzyn (Landgemeinde Rastenburg) im Powiat Kętrzyński (Kreis Rastenburg).

## Geographische Lage
Owczarnia liegt am Guberfluss in der nördlichen Woiwodschaft Ermland-Masuren,  21 Kilometer nordöstlich der einstigen Kreisstadt Sensburg (polnisch Mrągowo) bzw. neun Kilometer südöstlich der heutigen Kreismetropole Kętrzyn (deutsch Rastenburg).

## Geschichte
Das vor 1818 Schäferey genannte Dorf wurde 1785 als ein königliches Schatulldorf mit drei Feuerstellen erwähnt. 1818 wurde es ein königliches Gut mit drei Feuerstellen bei 36 Einwohnern genannt. Bis 1867 stieg die Einwohnerzahl des Dorfes auf 84.
Als 1874 der Amtsbezirk Eichmedien (polnisch Nakomiady) im ostpreußischen Kreis Sensburg errichtet wurde, wurde der Gutsbezirk Schäferei ein Teil desselben.
Die Einwohnerzahl von Schäferei im Jahre 1885 belief sich auf 45, im Jahre 1910 auf 40.
Am 30. September 1928 gab der Gutsbezirk Schäferei seine Eigenständigkeit auf und wurde in die Landgemeinde Eichmedien (polnisch Nakomiady) eingegliedert.
Mit der Abtretung des gesamten südlichen Ostpreußen im Jahre 1945 in Kriegsfolge erhielt Schäferei die polnische Namensform „Owczarnia“. Heute ist er Ort nach  Pożarki (Pohiebels) innerhalb der Landgemeinde Kętrzyn (Rastenburg) im Powiat Kętrzyński (Kreis Rastenburg) integriert, von 1975 bis 1998 der Woiwodschaft Olsztyn, seither der Woiwodschaft Ermland-Masuren zugehörig.

## Kirche
Bis 194 war Schäferei in die evangelische Kirche Eichmedien (polnisch Nakomiady) in der Kirchenprovinz Ostpreußen der Kirche der Altpreußischen Union, außerdem in die römisch-katholische Kirche Sensburg (polnisch Mrągowo) im Bistum Ermland eingepfarrt.
Heute gehört Owczarnia katholischerseits zu Nakomiady im Erzbistum Ermland, evangelischerseits zur Johanneskirche Kętrzyn in der Diözese Masuren der Evangelisch-Augsburgischen Kirche in Polen.

## Verkehr
Owczarnia liegt westlich der polnischen Woiwodschaftsstraße 592 – der einstigen deutschen Reichsstraße 135 – und ist über die Abzweige in Pożarki bzw. Kwiedzina zu erreichen. Außerdem endet ein von Nakomiady kommende Nebenstraße in Owczarnia. Eine Anbindung an den Bahnverkehr besteht nicht.